# Harry A. Wood
Harry Alison Wood, kanadski letalski častnik, vojaški pilot in letalski as, * 16. marec 1894, † 28. avgust 1959.
Major Wood je v svoji vojaški službi dosegel 6 zračnih zmag.

## Odlikovanja
- Military Cross (MC)